# Партия российского единства и согласия
Па́ртия росси́йского еди́нства и согла́сия (ПРЕС) — российская политическая партия начала 1990-х гг. и одноимённая фракция в Государственной Думе России I созыва. Партия Российского единства и согласия создана в конце 1993 г. На выборах 1993 г. ПРЕС была второй (после Выбора России) партией, представлявшей действующую исполнительную власть. В её составе было четыре действующих министра Правительства РФ: Сергей Шахрай, Александр Шохин, Юрий Калмыков и Геннадий Меликьян. Финансовую поддержку партии оказывали Газпром и его дочерние предприятия, а также Всероссийский биржевой банк, банк «Империал», Алтайэнергобанк и другие крупные предприятия. На выборах 1993 г. ПРЕС при поддержке союза предпринимателей набрала более 6 % голосов избирателей и прошла в Государственную Думу.
Политическая ориентация фракции — умеренный либерализм, развитие межнациональных отношений, поддержка социальных программ государства, сохранение территориальной целостности России, поддержка Правительства и Президента России. На выборах в Госдуму 2 созыва в 1995 г. набрала около 1 % голосов, в 1996 году на Президентских выборах поддерживала Бориса Ельцина, после чего фактически прекратила существование. Её идейный преемник в Госдуме следующего созыва — Межрегиональное движение «Единство» («Медведь»).

## Известные персоналии партии
- Горячев Марк Леонидович
- Шахрай Сергей Михайлович
- Калмыков Юрий Хамзатович
- Абдулатипов Рамазан Гаджимурадович
- Затулин Константин Фёдорович
- Шохин Александр Николаевич
- Туманов Владимир Александрович
- Чехов Юрий Викторович
- Меликьян Геннадий Георгиевич
- Прусак, Михаил Михайлович